# Ремда-Тајхел
Ремда-Тајхел (њем. Remda-Teichel) град је у њемачкој савезној држави Тирингија. Једно је од 39 општинских средишта округа Залфелд-Рудолштат. Према процјени из 2010. у граду је живјело 3.137 становника. Посједује регионалну шифру (AGS) 16073105.

## Географски и демографски подаци
Ремда-Тајхел се налази у савезној држави Тирингија у округу Залфелд-Рудолштат. Град се налази на надморској висини од 319 метара. Површина општине износи 79,6 km². У самом граду је, према процјени из 2010. године, живјело 3.137 становника. Просјечна густина становништва износи 39 становника/km².

## Међународна сарадња
| Мјесто | Држава    | Врста сарадње | Од    |
| ------ | --------- | ------------- | ----- |
| Анси   | Француска | контакт       | 2000. |
| Извор  |           |               |       |